# 多布森 (北卡羅萊納州)
多布森（英語：Dobson）是一個位於美國北卡羅萊納州薩里縣的城鎮。同時該地也是薩里縣的縣治。

## 人口
根據2020年美國人口普查的數據，多布森的面積為5.29平方千米，當中陸地面積為5.26平方千米，而水域面積為0.03平方千米。當地共有人口1462人，而人口密度為每平方千米276人。